# Trilione
Un trilione è il numero naturale che, nel sistema di denominazione chiamato scala lunga, equivale a un milione di bilioni, cioè un miliardo di miliardi, ossia un milione alla terza (1 000 0003 = 1 000 000 000 000 000 000 = 1018), succede il 999999999999999999 e precede il 1000000000000000001. Il trilione equivale anche a un milionesimo di quadrilione. Nel Sistema Internazionale il prefisso per il trilione è exa.
Negli Stati Uniti e nel mondo anglosassone in genere, dove viene utilizzato il sistema di denominazione chiamato scala corta, il termine trillion equivale a 1000 miliardi (o 1012, ossia il nostro bilione), quindi il trilione della scala lunga corrisponde a 1 milione di trillion della scala corta (in inglese: one milion trillion).